# Протест с кастрюлями

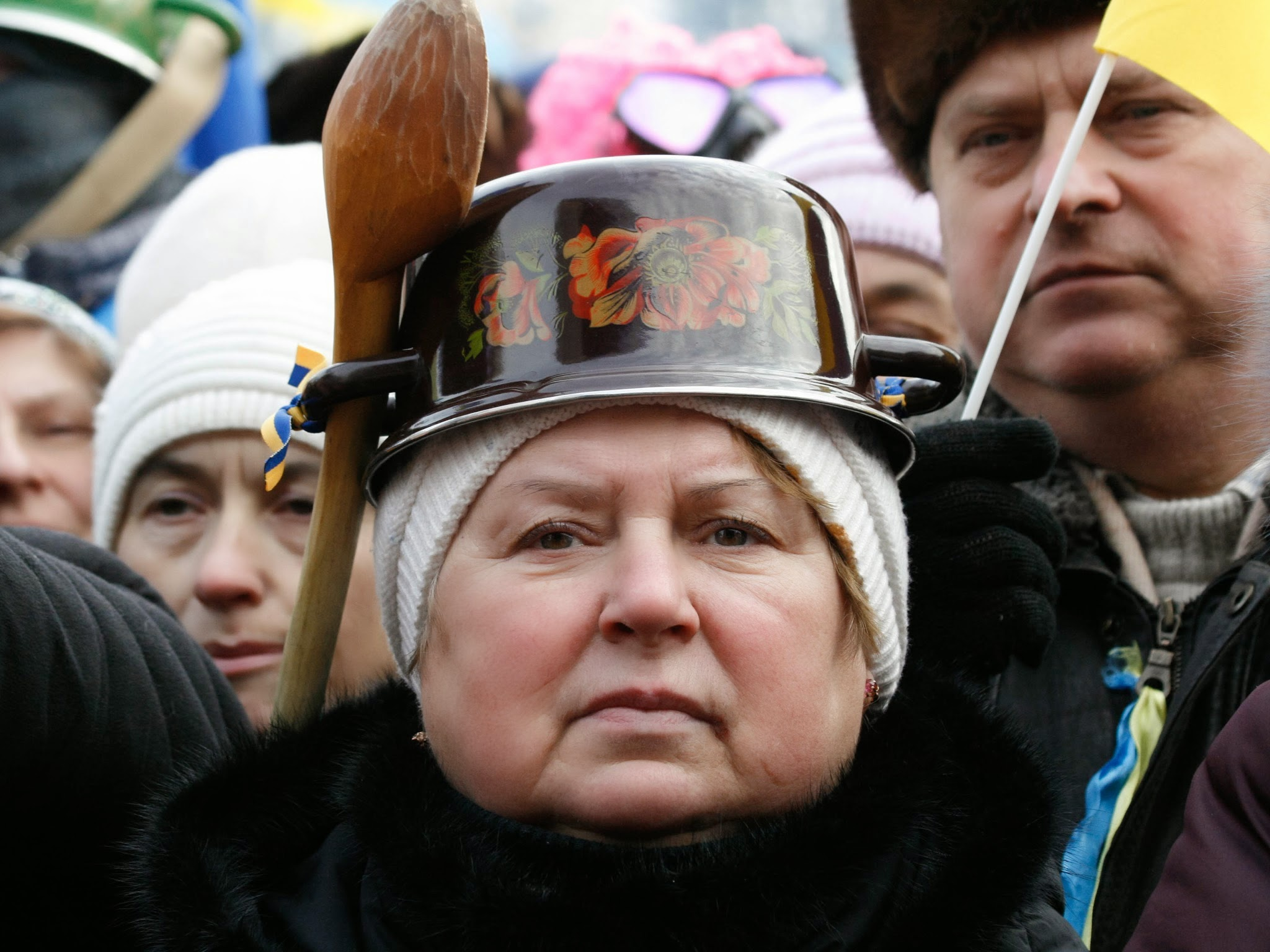
Участница протестов 19 января 2014 года на Майдане Незалежности в Киеве

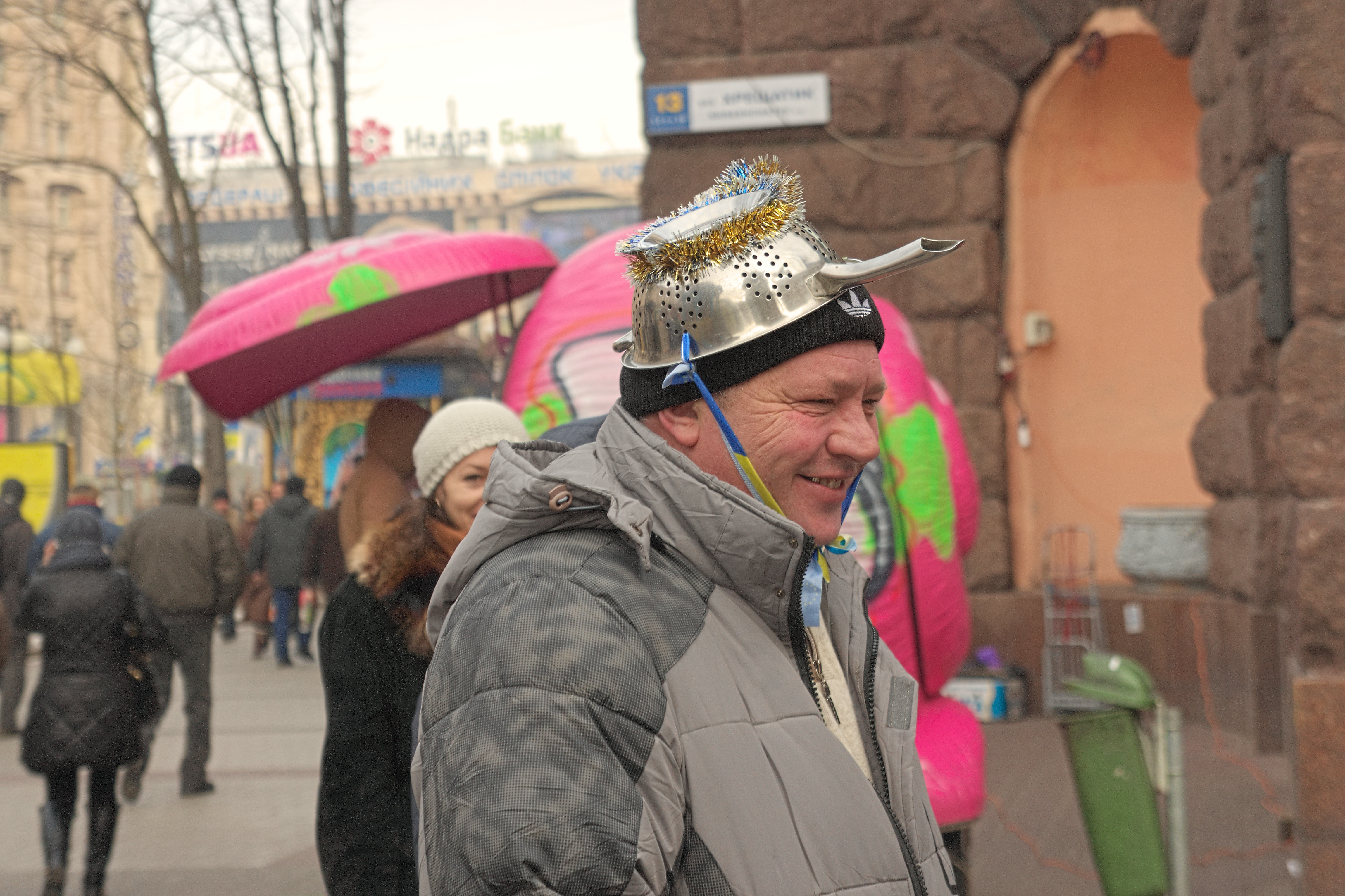
Активист Евромайдана с дуршлагом на голове, 19 января 2014 года

Акция с надеванием кухонной утвари на голову проводилась активистами и участниками Евромайдана в ответ на законы 16 января 2014 года, принятые Верховной радой Украины. Согласно новым законам, ношение масок, балаклав, касок и других специальных средств на голове во время участия в митингах запрещалось и каралось штрафом 3400 гривен или арестом на 15 суток.

## Оценки
Обозреватель The Washington Post Кейтлин Дьюи 17 января 2014 года написала: «Если вы видите фотографии украинских протестующих с дуршлагами на головах, не смейтесь — это явление, каким бы абсурдным оно ни казалось, на самом деле является ещё одной частью растущего волнения в Украине».
После завершения событий Евромайдана один из организаторов протестных акций Мустафа Найем на своей странице в Facebook утверждал, что, надевая на головы кастрюли, вёдра и прочую кухонную утварь, участники протеста таким образом «защищались от пуль». Российские исследователи Р. М. Кашапов и Е. А. Шахабутдинова критикуют утверждение Найема о том, считая, что поводов к такой защите в декабре 2013 года — январе 2014 года не существовало, так как массовые беспорядки с применением огнестрельного оружия и жертвами начались на майдане в феврале 2014 года, и рассматривают данный феномен как один из многих флешмобов, проводившихся в Киеве.

## В культуре
Украинский общественный деятель Татьяна Монтян с целью троллинга участников Евромайдана запустила слово «кастрюлеголовые».
24 апреля 2020 года по украинским телеканалам был показан урок патриотического воспитания на тему «Революция достоинства и российско-украинская война» в исполнении украинского историка Эллы Сытник. Во время занятия Сытник, рассказывая о событиях Евромайдана, надела на голову кастрюлю.

## Галерея

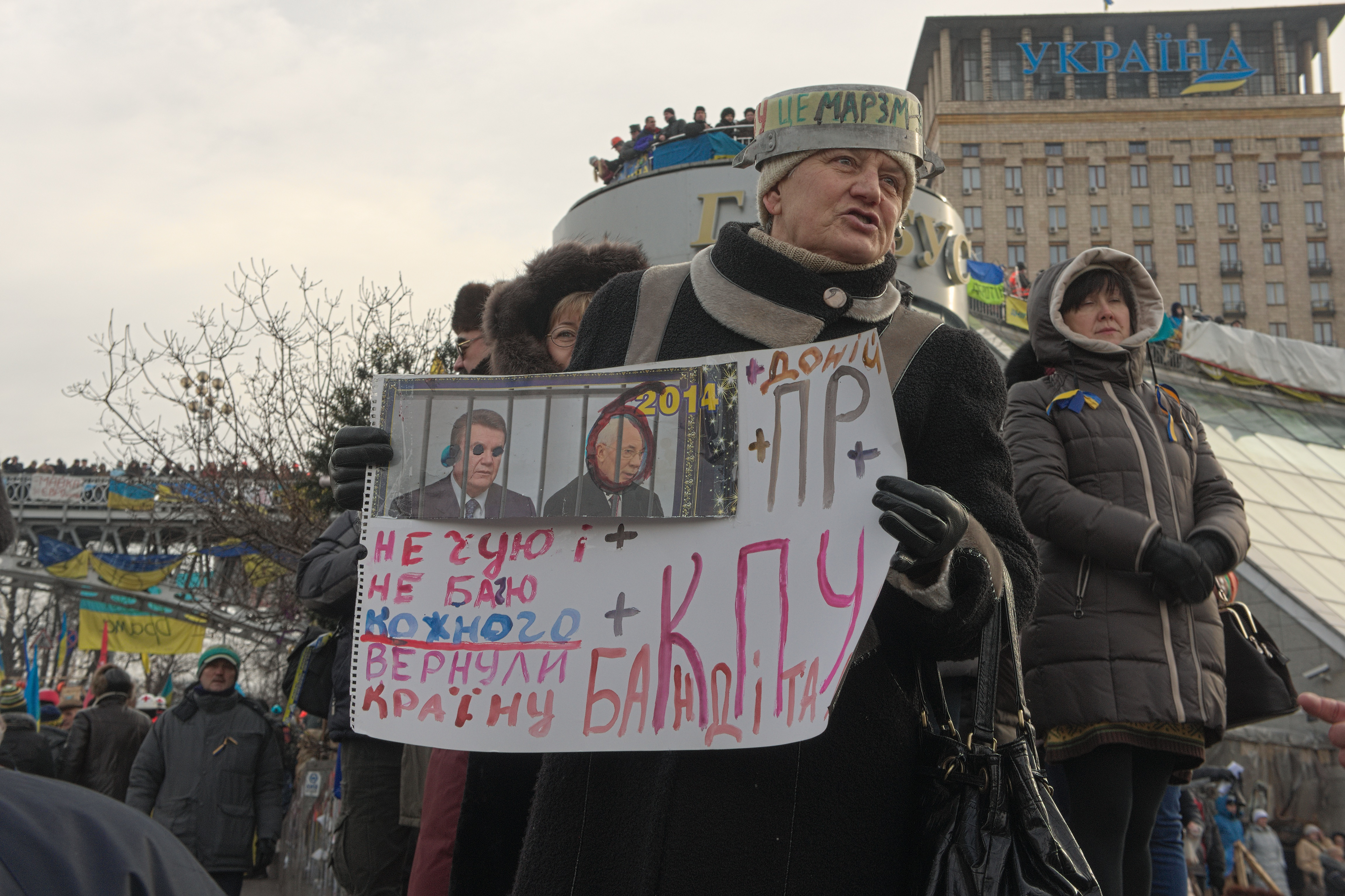
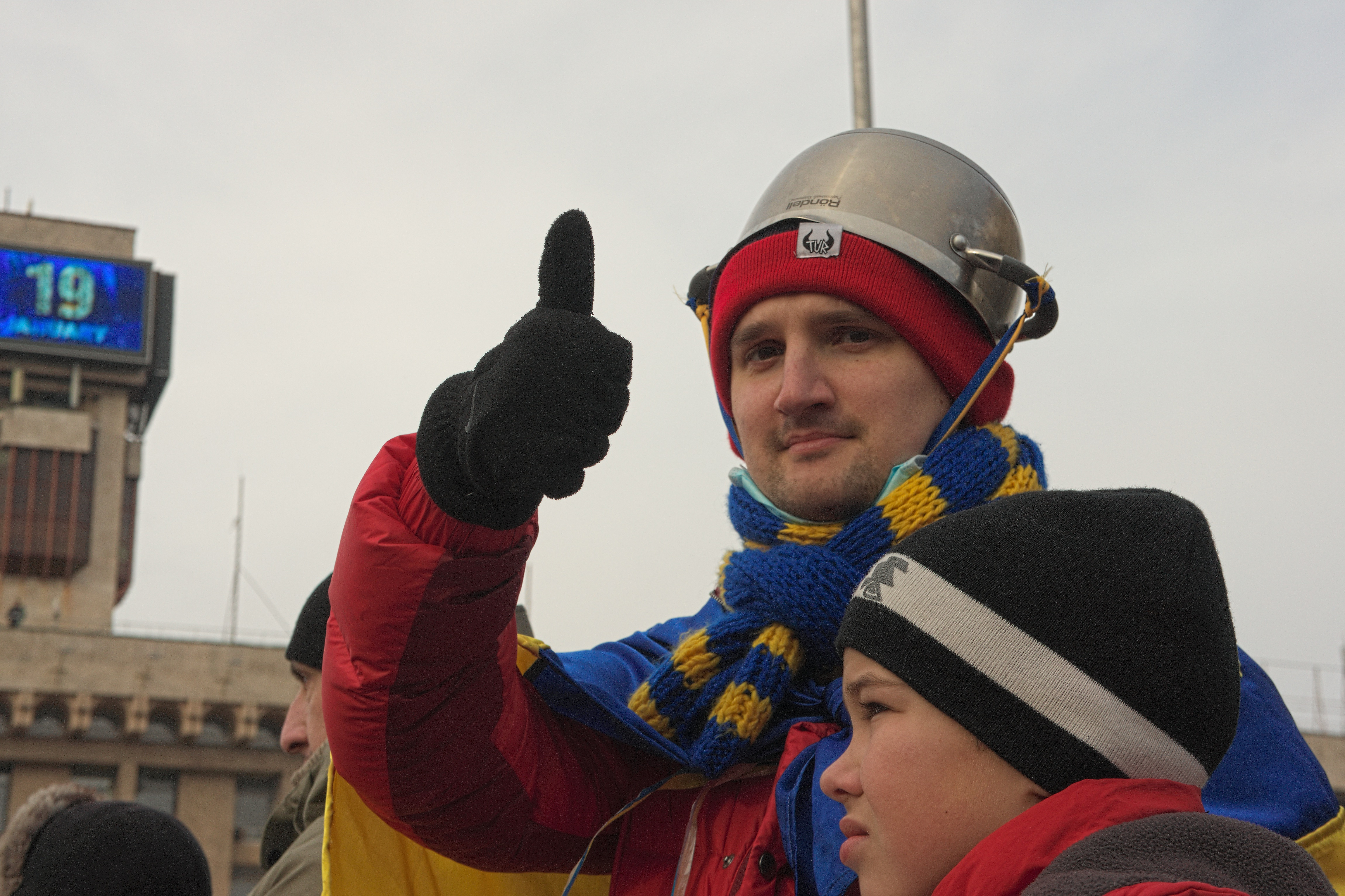